# Bad News
Bad News ist eine fiktive Heavy-Metal-Band aus dem Vereinigten Königreich, die aus dem Ensemble von The Comic Strip bestand. Die Serie lief in Großbritannien von 1982 bis 2005 auf dem Fernsehsender Channel 4.

## Bandbiografie
Konzept der beiden Folgen mit Bad News ist eine Heavy-Metal-Band, die alle gängigen Klischees bedient. Vim Fuego (gespielt von Adrian Edmondson) ist ein egoistischer, selbstverliebter Sänger und Gitarrist, der sich immer in den Vordergrund drängt. Colin Grigson (Rik Mayall) ist ein absolut untalentierter Bassist, der kaum einen Ton auf seinem Instrument beherrscht. Er wird nur deshalb in der Gruppe toleriert, weil er eine eigene PA besitzt. Den Dennis (Nigel Planer) zeichnet sich vor allem durch seine Dummheit aus und ist ein traditioneller Metaller, der allen fremden Einflüssen ablehnend gegenübersteht. Spider Webb (Peter Richardson) ist der hyperaktive Schlagzeuger der Gruppe, der allerdings immer in andere Dinge verstrickt ist. Zu sehen ist auch Jennifer Saunders, die eine Journalistin spielt, welche mit auf Tour geht.
1982 spielt die Gruppe die Hauptrolle in der Mockumentary Bad News Tour, die die Gruppe bei einer selbstfinanzierten Tour durch Großbritannien zeigt. Nach mehreren Zwischenfällen schafft es die Gruppe ins berühmte Roxy in London zu kommen und tritt dort vor fünf Zuschauern und einem Hund auf. Es folgte eine echte Tournee durch Großbritannien.
Auf Grund des großen Erfolgs wurde 1987 eine weitere Dokumentation unter dem Titel More Bad News veröffentlicht. Die Gruppe durfte im Rahmen dieser Dokumentation auf dem Monsters-of-Rock-Festival 1986 auftreten. Anschließend veröffentlichten sie ein selbstbetiteltes Debütalbum und zwei Singles, die von Brian May produziert wurden. Neben einigen Liedern sind eine Reihe von Comedy-Segmenten auf den LPs. Eine Coverversion von Bohemian Rhapsody erreichte Platz 44 der britischen Charts.
Im November 1986 spielte Bad News im Vorprogramm von Iron Maiden im Hammersmith Odeon. Als Gäste beteiligten sich Brian May und Jimmy Page mit je einem Gitarrensolo. Der Auftritt war eine Benefiz-Veranstaltung für die National Society for the Prevention of Cruelty to Children. Ein Auftritt auf dem Reading Festival 1987 folgte.
Anschließend „löste“ sich die Gruppe auf. Im Anschluss wurden zwei Tonträger mit rarem Material veröffentlicht. Offiziell kam die Gruppe nur noch einmal 1991 anlässlich eines Red Nose Days der Wohltätigkeitsorganisation Comic Relief zusammen.
Obwohl die Gruppe immer wieder als „britische Antwort“ auf Spinal Tap bezeichnet wird, fand der erste Fernsehauftritt zwei Jahre früher als der Spinal-Tap-Film statt.

## Diskografie

### Alben und Kompilationen
- Bad News (1987)
- Bootleg (1988)
- The Cash In Compilation (1992)

### Singles
- Bohemian Rhapsody (1987)
- Cashing In on Christmas (1987)

## Filmografie
- The Comic Strip presents... Bad News Tour (1982)
- The Comic Strip presents... More Bad News (1988)
- Comic Reliefs Red Nose Day (1991)